# Alegerile pentru Parlamentul European
Parlamentul European este singura instituție a Uniunii Europene aleasă în mod direct și unicul parlament multinațional ales prin sufragiu universal, la fiecare cinci ani.
Alegerile pentru Parlamentul European din 2009 au avut loc în perioada 4-7 iunie, în fiecare stat membru al Uniunii Europene. Peste 375 milioane de cetățeni UE au fost chemați la urne pentru a-și alege reprezentanții pentru următorii cinci ani: 736 de membri PE din 27 state membre.
Primele alegeri europene directe au avut loc în 1979. În perioada 1958-1979, membrii Parlamentului European erau desemnați de guvernele naționale și dețineau un mandat dublu. 

## Competențele Parlamentului European
În numeroase politici europene, Parlamentul European deține competență legislativă egală cu Consiliul Uniunii Europene (reprezentanții guvernelor din cele 27 state membre). Chiar și în domenii precum agricultura și politica externă, în care Parlamentul este doar consultat sau informat, dezbaterile și rezoluțiile adoptate pot deseori influența agenda Uniunii și chiar deciziile Consiliului. Parlamentul mai deține și competența bugetară și exercită controlul democratic asupra instituțiilor europene.

## Legea electorală
Legea 33/2007 este legea din România pentru alegerile europene.Alegerile pentru Parlamentul European se mai desfășoară încă, în mare măsură, conform legislațiilor și tradițiilor naționale. Fiecare stat membru hotărăște cu privire la modul de desfășurare a alegerilor, aplicând însă aceleași reguli democratice: egalitatea între sexe și votul secret. 
Cu toate acestea, alegerile europene respectă deja o serie de reguli comune: votul universal direct, reprezentarea proporțională și un mandat de cinci ani care se poate reînnoi. Statele membre pot decide asupra utilizări listelor de partid închise sau deschise.
În rândul statelor membre există diferențe în ceea ce privește vârsta minimă pentru exercitarea dreptului de vot. În majoritatea statelor membre, dreptul la vot și dreptul de a candida la alegeri se pot exercita începând cu vârsta de 18 ani.
Cetățenii UE care trăiesc într-un alt stat membru decât cel de origine au dreptul de a vota și de a candida la alegeri în statul de reședință în conformitate cu prevederile legislației naționale.
Cetățenii UE care trăiesc în străinătate și doresc să participe la alegerile din țara de origine au dreptul să meargă la vot, dacă legislația națională o permite. Unele state membre oferă posibilitatea votului prin corespondență și/sau organizează secții de votare în cadrul misiunilor diplomatice sau consulare.

## Informații legate de procedura electorală din România
Legea 33/2007 explică în totalitate procedura.

### Depunerea candidaturilor
Depunerea candidaturilor pentru Parlamentul European, se face cu cel puțin 60 de zile înainte de data de referință (data alegerilor). Partidele politice au nevoie de 200.000 de semnături de susținere a candidaturii, iar candidații independenți de 100.000, aceste praguri fiind cele mai mari din întreaga Uniune Europeană și criticate. În România nu se permit liste de independenți, ci doar liste a organizațiilor minorităților naționale. În România, pot candida persoanele care au împlinit 23 de ani, cel târziu în ziua alegerilor și au drept de vot persoanele care au împlinit 18 ani, cel târziu în ziua alegerilor.

### Reprezentare
Reprezentare proporțională, liste (sprijinite de 200.000 semnături) și candidați independenți (sprijiniți de 100.000 de semnături), la nivel național. Pe listă pot fi maximum 10 candidați mai mult decât numărul de locuri repartizate României (32 de locuri - 42 de candidați pe listă în 2014).
Numărul deputaților europeni în legislatura 2014-2019: 32

### Alocarea locurilor
Legea Uniunii prevede clar pragul de 5% pentru partide și astfel obțin 2 mandate, 8% pentru o alianță a partidelor și astfel obțin 3 mandate și 3,2% pentru un candidat independent. Chiar dacă independentul obține mai mult de 5%, tot un mandat i se alocă.
Două etape (efectuate de Biroul Electoral Central):
- Calcularea pragului electoral și coeficientului național electoral - ordine descrescătoare a entităților politice conform numărului de voturi valid exprimate.
- Alocarea mandatelor în cadrul circumscripției naționale, prin metoda d'Hondt.

### Circumscripții
O țară - o circumscripție

### Data oficială a campaniei
O lună înainte de alegeri. Pauză - 48 de ore înainte de ziua alegerilor, conform legii pentru alegerile naționale. Pentru anul 2019, este în perioada 26 aprilie - 25 mai.

### Accesul la mass-media
Calendarul și accesul la mass-media pentru entitățile politice și candidații independenți sunt stabilite după decizia finală privind candidaturile. Birourile permanente ale celor două Camere ale Parlamentului împreună cu reprezentanții serviciilor publice de radio și televiziune și reprezentanții partidelor, alianțelor politice, alianțelor electorale, precum și ai organizațiilor cetățenilor aparținând minorităților naționale care au grup parlamentar propriu în ambele Camere ale Parlamentului și care au depus listă de candidați la alegeri vor repartiza timpii de antenă proporțional cu raportul dintre candidații fiecărei entități și numărul total de candidați.

### Sondajele de opinie
Sondajele de opinie sunt interzise cu 48 de ore înainte de ziua alegerilor, conform legii privind alegerile legislative naționale.

## Alegerile europene din 2009
Austria, Belgia, Bulgaria, Danemarca, Estonia, Finlanda, Franța, Germania, Grecia, Ungaria, Lituania, Luxemburg, Polonia, Portugalia, România, Slovenia, Spania și Suedia vor organiza alegerile duminică, 7 iunie. Ciprioții, letonii, maltezii și slovacii vor merge la urne în data de 6 iunie. Irlanda organizează alegerile europene la 5 iunie. Regatul Unit și Olanda vor vota în data de 4 iunie. Anumite state membre organizează alegerile pe durata a două zile: 6 și 7 iunie pentru Italia și 5 și 6 iunie pentru Republica Cehă. 
Alegerile din 2009 din România au fost primele alegeri pentru un mandat complet în Parlamentul European la care România a participat alături de restul țărilor membre ale Uniunii. România este reprezentată de 33 de deputați în Parlamentul European. 

## Alegerile europene din 2019
Alegeri pentru Parlamentul European, 2019